# Weldaad
Weldaad ist ein am Atlantik gelegenes Dorf in der Region Mahaica-Berbice in Guyana. Bei der Volkszählung 2012 hatte es 285 Einwohner.

## Geschichte
Der niederländische Ortsname (deutsch: „Wohltat“) weist darauf hin, dass das Dorf von niederländischen Siedlern angelegt worden war. Es gehörte zur Kolonie Berbice.

## Verkehr
Weldaad hat einen Eisenbahnanschluss, doch ist die durch Weldaad verlaufende Bahnstrecke seit 1994 stillgelegt.